# Romet Wagant

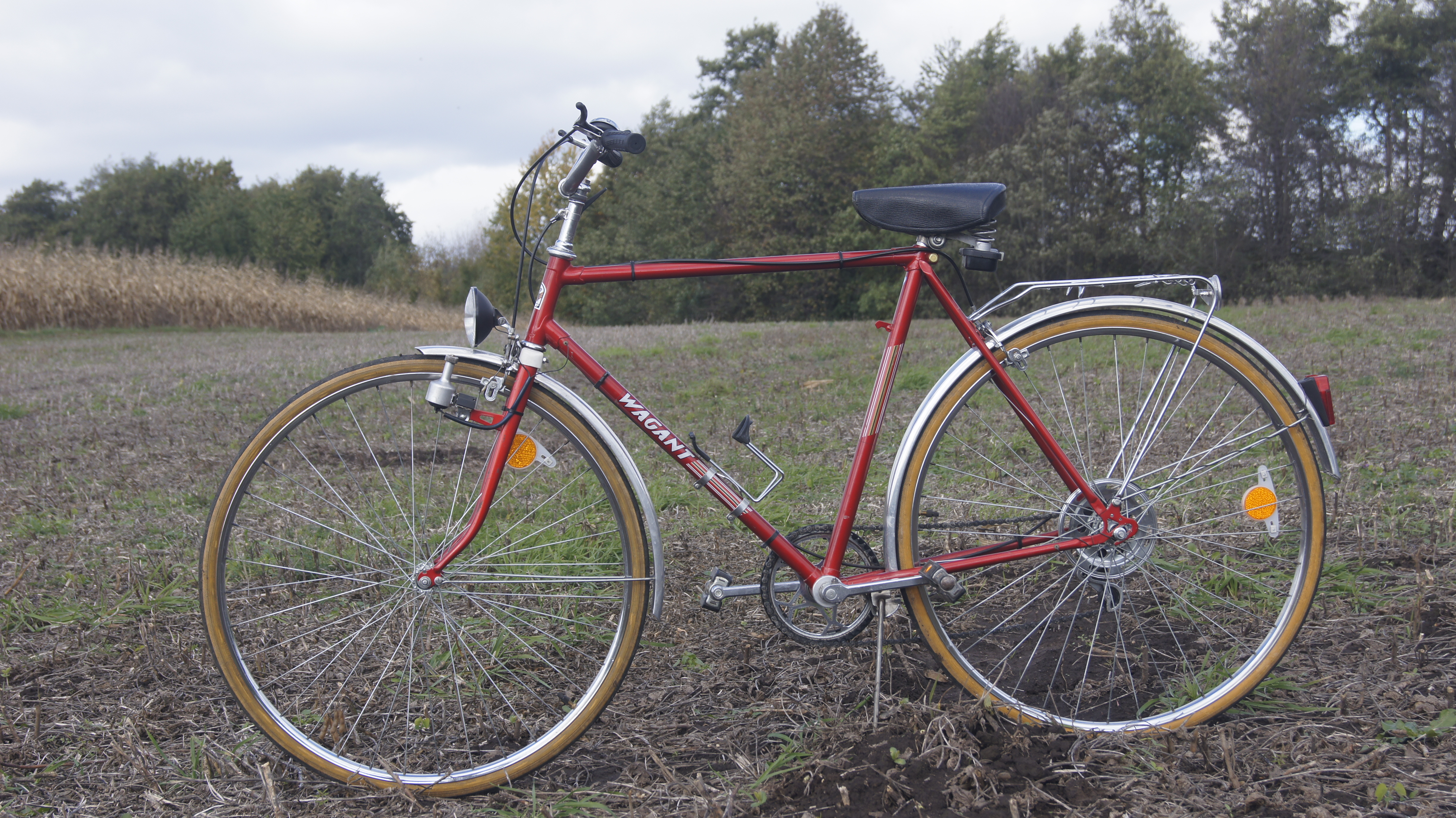
Romet Wagant z 1991 roku

Romet Wagant – rower turystyczny produkowany w Polsce od lat 70. do 90. XX wieku, jeden z najdłużej produkowanych modeli. Jego damskimi wersjami były Gazela, Kometa i Laura. 
Rower wyposażony był w koła z oponami o rozmiarze 27x1 1/4 o szosowym bieżniku typu semi-slick, przerzutkę Romet, Favorit lub Shimano na koło tylne o pięciu przełożeniach (w wersji Wagant Sport również przerzutkę przednią), dźwignia(-e) przerzutki(-ek) umieszczona(-e) na skośnej rurze ramy (w połowie lat 80. dźwignię umieszczono na kierownicy), standardowy bagażnik gięty z jednego kawałka grubego drutu stalowego (z możliwością zamiany na dostępne w handlu obszerniejsze bagażniki dostosowane do montażu sakw rowerowych), błotniki aluminiowe, oświetlenie zasilane z prądnicy umieszczonej na przednim widelcu, szerokie amortyzowane siodełko z twardego czarnego plastiku z podczepianym pojemnikiem na narzędzia i szczękowe hamulce. 
Rama ze stali konstrukcyjnej odznaczała się znaczną masą i bardzo małą sztywnością co często powodowało jej pękanie przy suporcie. Tylna rurka ramy miała przyspawane zaczepy do pompki rowerowej.